# Jörkk Mechenbier

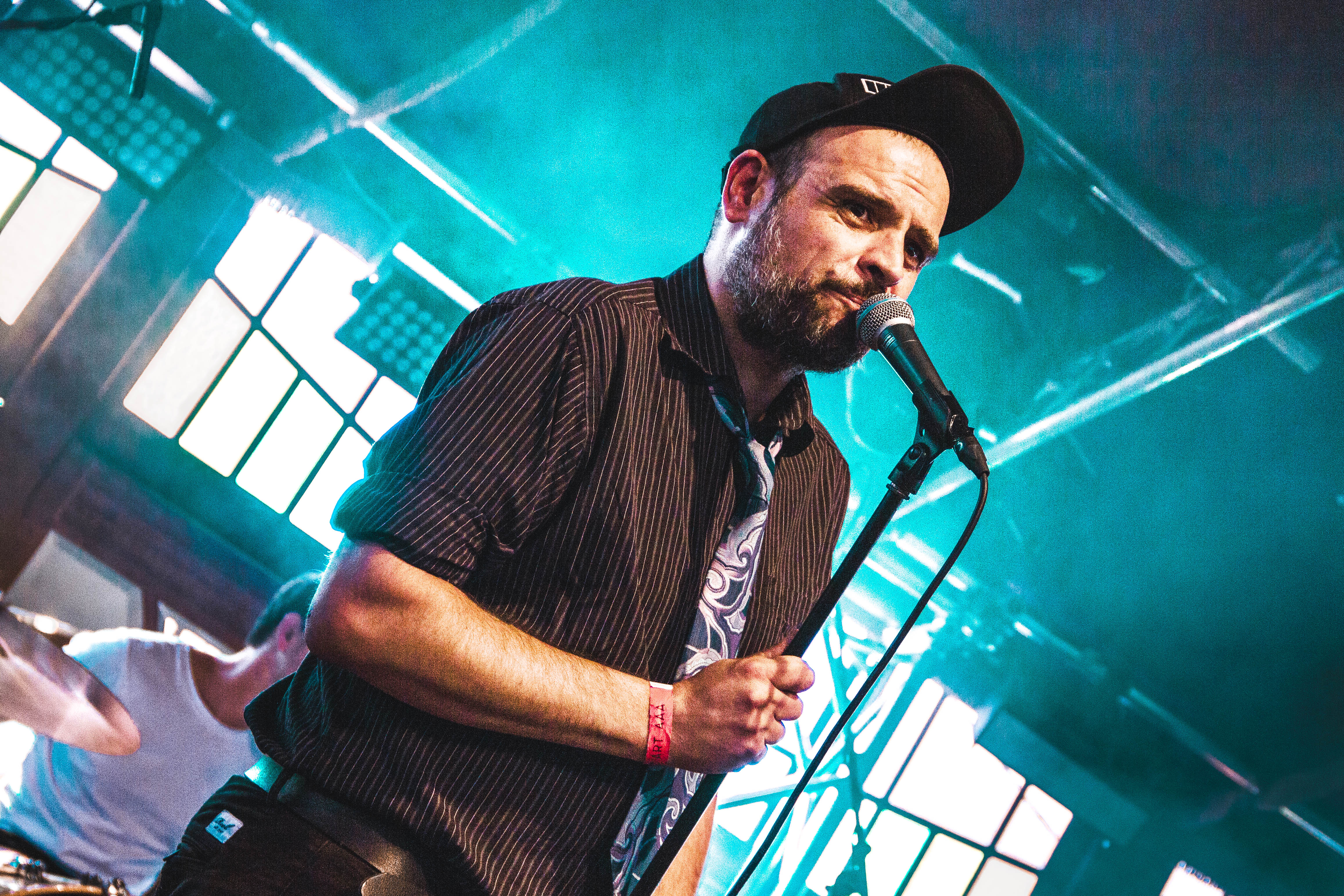
Jörkk Mechenbier (2018)

Jörkk Mechenbier (* 1977 im Saarland) ist ein deutscher Musiker und Autor.  Er ist Sänger der Bands Love A und des Musiker-Duos Schreng Schreng & La La sowie bei Trixsi.

## Leben
Jörkk Mechenbier war Mitglied der Punk-Band ultrafair, mit denen er 2005 eine EP und 2007 das Album Alles Rogers, Onkel Heinz?! veröffentlichte. 2007 gründete er mit Lasse Paulus, den er in einer Düsseldorfer Wohngemeinschaft kennengelernt hatte, das Künstler-Duo Schreng Schreng & La La. Sie veröffentlichten drei Alben und mehrere Singles. Paulus spielt meist auf einer Akustikgitarre, Mechenbier begleitet ihn mit seinem Gesang. Insgesamt sind die Lieder des Duos deutlich ruhiger gegenüber denen von Mechenbiers späterer Band Love A.
2010 gründete Jörkk Mechenbier mit Stefan Weyer, Dominik Mercier, Karl Brausch und Mario Regneri die Post-Punk Band Love A in Trier. Bisher brachte die Band fünf Alben heraus: Eigentlich (2011), Irgendwie (2013), Jagd und Hund (2015), Nichts ist Neu (2017) und Meisenstaat (2022). Die Lieder der Band sind oft von Wut, aber auch von Nebensächlichkeiten des Alltags geprägt.
Mechenbier hat Gastauftritte in Liedern anderer Bands, unter anderem bei Frittenbude, der Antilopen Gang und den Donots.
2018 erschien der Roman Klara, geschrieben von Jörkk Mechenbier gemeinsam mit den Autoren Dirk Bernemann und Jan Off.
Im Jahr 2020 stieg das Debütalbum Frau Gott der Band Trixsi mit ihm als Sänger auf Platz 83 der deutschen Albumcharts ein. 2021 brachte er mit dem Punk-Duo Schreng Schreng & La La das dritte Album Projekt 82 heraus, das auf Platz 58 der Charts einstieg.
Jörkk Mechenbier ist Vater einer Tochter.

## Diskographie
Mit Schreng Schreng & La La:
- 2011: Berlusconi (Disentertainment/Cargo Records)
- 2016: Echtholzstandby (Rookie Records)
- 2019: Alles Muss Brennen EP (Rookie Records)
- 2021: Projekt 82 (Rookie Records)
- 2021: Berlusconi (10th Anniversary Edition/Disentertainment)

Mit Love A:
- 2010: LVCDM (7"/Download, Salon Alter Hammer / Kidnap Music / DenseWaves)
- 2011: Eigentlich (CD/LP/Download, Rookie Records)
- 2013: Irgendwie (CD/LP/Download, Rookie Records)
- 2015: Jagd und Hund (CD/LP/Tape/Download, Rookie Records)
- 2017: Nichts ist neu (CD/LP/Download, Rookie Records)
- 2022: Meisenstaat (CD/LP/Download, Rookie Records)

Mit Trixsi:
- 2020: Frau Gott (CD/LP/Download, Glitterhouse Records)
- 2022: …And You Will Know Us by the Grateful Dead (CD/LP/Download, Glitterhouse Records)

Features:
- 2014: Die, Die, Die von Antilopen Gang
- 2018: Die Dunkelheit darf niemals siegen von Frittenbude
- 2022: 9 Leben von Donots

## Werk
- Klara, Dirk Bernemann / Jörkk Mechenbier / Jan Off, Ventil Verlag Mainz, 2018, ISBN 978-3-95575-095-4.
- Deck mich zu, wenn du fertig bist, Jörkk Mechenbier / Lasse Paulus, Ventil Verlag Mainz, 2023, ISBN 978-3-95575-204-0.